# It Must Have Been Love
"It Must Have Been Love" er en sang skrevet af Per Gessle og udført af den svenske popduo Roxette. Nummeret blev duoens tredje hit i USA og er en af deres bedst sælgende udgivelser, der har fået tildelt guld eller platin i en række lande.
En række forskellige versioner af sangen er officielt udgivet. Den oprindelige sang blev udgivet i 1987, efterfulgt af den mest succesrige udgave, nemlig en let redigeret version, der udelukkede julehenvisningerne, der blev skabt til lydsporet til 1990-filmen Pretty Woman. Under "Join the Joyride!" World Tour" i 1991 indspillede bandet en countrymusikversion i Los Angeles, der var med på deres 1992-album Tourism. En spansksproget version af Pretty Woman-optagelsen blev i 1996 frigivet på deres samling Baladas en Español. Endelig blev en liveoptræden fra bandets koncert i 2009 på Night of the Proms medtaget på deres studioalbum Travelling (2012).

## Oprindelig udgivelse (1987)
Sangen blev først udgivet som "It Must Have Been Love (Christmas for the Broken Hearted)" i december 1987. Den blev komponeret efter, at EMI Tyskland bad duoen om at "komme med en intelligent julesingle". Sangen blev et top fem-hit i Sverige,  men blev ikke frigivet internationalt. Denne version af sangen blev ikke inkluderet på noget Roxette-studiealbum indtil 1997-genudgivelsen af deres debut Pearls of Passion fra 1986.

### Musikvideo
En forestilling fra et svensk tv-show i 1987 fungerede som sangens første musikvideo. Den indeholder Fredriksson og Gessle, der sidder på en sofa på en scene og læbesynkroniserer til sangen.

## Genudgivelse (1990)
Efter en række succesrige singler fra duoens album Look Sharp! fra 1988 bad Touchstone Pictures Roxette om at bidrage med en sang til soundtracket til den kommende romantiske komedieudgivelse Pretty Woman med Richard Gere og den Oscar- nominerede Julia Roberts. Filmen blev udgivet i marts 1990 og indtjente mere end 460 millioner dollars verden over.  Det tilsvarende soundtrackalbum var også en kommerciel succes, der fik tildelt tredobbelt platin i USA. Soundtracket solgte mere end ni millioner eksemplarer på verdensplan.